# Pseudopostega frigida
Pseudopostega frigida là một loài bướm đêm thuộc họ Opostegidae. Nó được Edward Meyrick miêu tả năm 1906. Nó được tìm thấy ở Sri Lanka.
Con trưởng thành bay vào tháng 2.